# Széchényi Gyula
Sárvár-felsővidéki gróf Széchényi Gyula (Bécs, 1829. november 11. – Budapest, 1921. január 13.) főrend, királyi főlovászmester, 1900 és 1903 között a király személye körüli miniszter.

## Életútja
Gróf Széchényi Pál (1798–1871) és gróf Zichy-Ferraris Emília (1803–1866) fia, Széchényi Ferenc unokája. Iskoláit Szombathelyen végezte, 1848-ban hadnagy lett a Palatinus-huszároknál. Windischgrätz hadseregével a prágai forradalom leveretése után Bécsbe, ennek bevétele után pedig az Olaszországba indult sereghez ment. A marcali uradalomnak lévén ura, a 60-as években élénk részt vett Somogy vármegye politikai és társadalmi mozgalmaiban. Wenckheim Béla báró belügyminisztersége alatt Sopron vármegye főispánjává, majd pedig Friedrich Ferdinand von Beust külügyminiszter korában udvari tanácsossá nevezték ki a külügyminisztériumban. Végül József főherceg honvéd-főparancsnokká történt kineveztetésével hozzá került mint főudvarmester.
Első felesége, Zichy-Ferraris Karolina grófnő 1871-ben hunyt el. Széchenyi 1875-ben nőül vette Klinkosch Paulát. A főrendiháznak zászlóúri minőségén kívül a cenzus alapján is tagja volt. 1857-ben kamarási, 1868-ban valóságos belső titkos tanácsosi méltóságot nyert. Az I. osztályú Vaskorona-rendet és több idegen rendjelt bírta.
Fia első nejétől: Pál, szül. 1865. jún. 13., császári és királyi kamarás; második nejétől: Gyula, szül. 1879. dec. 10.